# Benzo(ghi)pérylène
Le benzo[ghi]pérylène est un hydrocarbure aromatique polycyclique de formule C22H12.